# 艾厄斯島

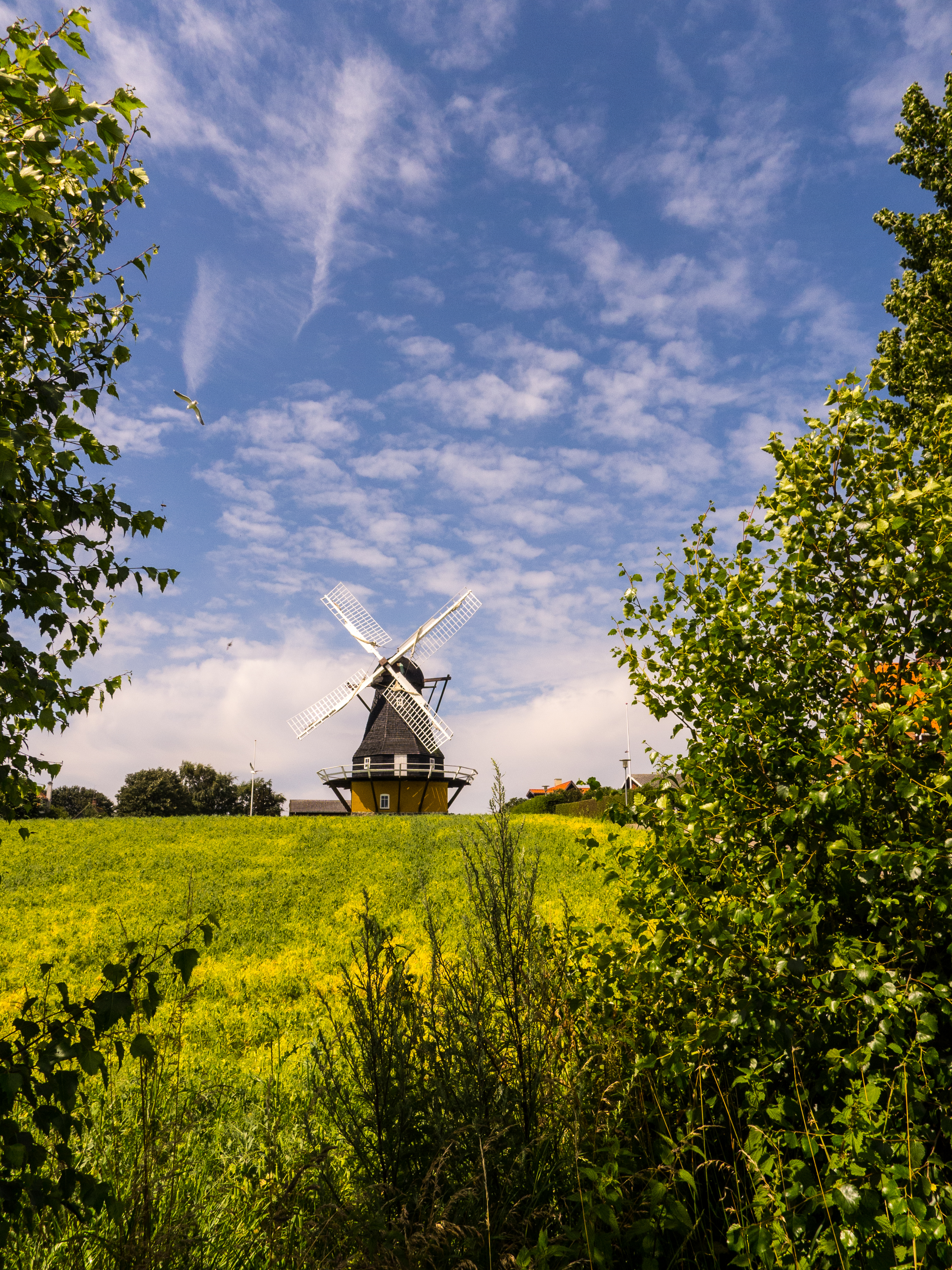

艾厄斯島是丹麥的島嶼，位於大貝爾特海峽，鄰近西蘭島，由西蘭大區負責管轄，長7公里、寬3公里，面積6.84平方公里，最高點海拔高度12米，2008年人口233。